# Casalgrande

.

Casalgrande (Casalgrând en dialecte reggiano)  est une commune italienne de la province de Reggio d'Émilie dans la région Émilie-Romagne en Italie.

## Géographie
La commune de Casalgrande est située dans les pré-collines reggianes entre 57 et 378 mètres d’altitude, sur la rive gauche du fleuve Secchia, qui débouche dans la plaine du Pô, à 17 km de Reggio d'Émilie par la route SS467 qui mène à Sassuolo (Mo, 5 km), puis Modène (16 km).
La commune fait confins avec les communes de Reggio d'Émilie et Rubiera, avec la province de Modène, Modène, Formigine et Sassuolo à l’est, avec Castellarano au sud et avec Scandiano à l’ouest.
Avec Sassuolo, Fiorano Modenese et Castellarano, la commune fait partie du district industriel de la céramique.
La ligne de chemin de fer Reggio d'Émilie-Sassuolo, dessert la cité ainsi que les hameaux de Dinazzano, Villalunga et Veggia.
Grandes villes voisines :
- Bologne 49 km
- Milan 156 km
- Florence 100 km
- Modène 16 km

## Histoire
Le témoignage le plus ancien portant le toponyme Casalgrande figure sur un parchemin de 945, conservé aux archives de la  cathédrale de Reggio d'Émilie, par lequel l’évêque Adelardo confirme la cession de plusieurs biens et droits à la paroisse de Santa Maria di Castellarano.

### Antiquité et Moyen Âge
Les fouilles effectuées et les découvertes (nécropoles) attestent de la présence sur le territoire de tribus celtes puis romaines (en localité Osteria Vecchia).

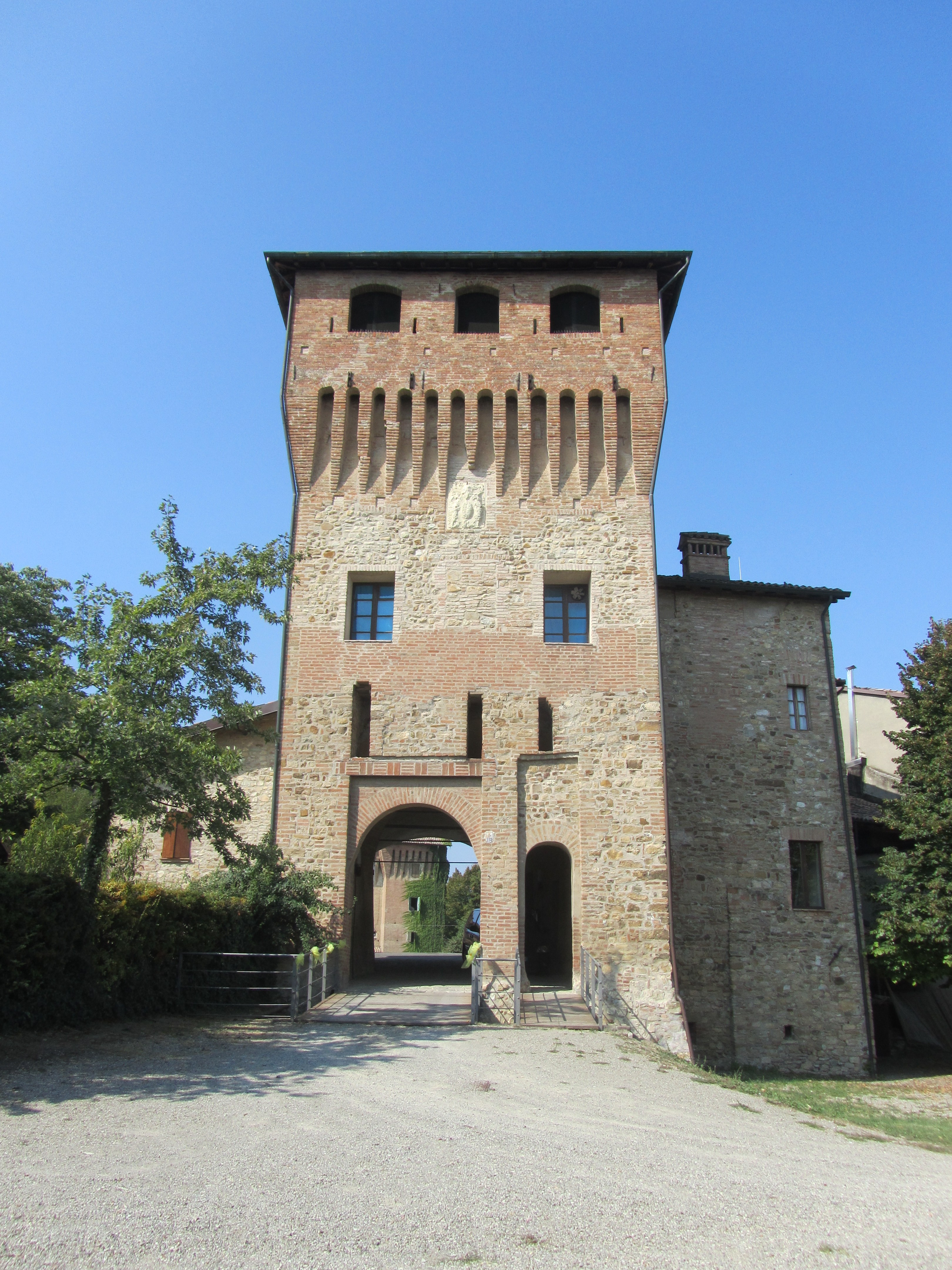
le château de Casalgrande.

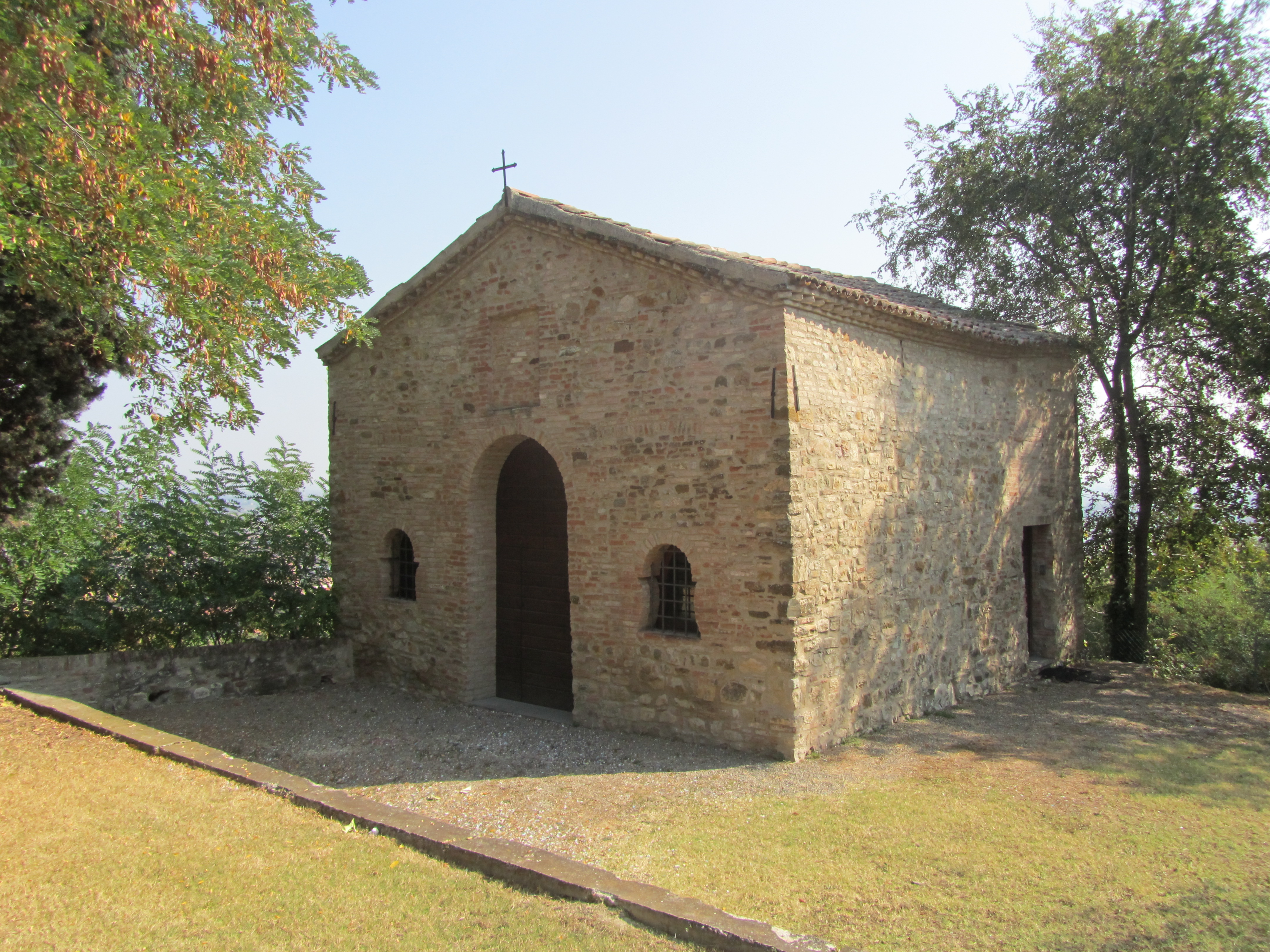
L'oratoire médiéval de San Sebastiano.

De la longue période de décadence et des invasions barbares se firent sentir sur tout le territoire, comme en réfèrent les écrits de saint Ambroise de Milan sur la furie des barbares.
Avec la féodalité apparaissent les premières notices qui révèlent que Casalgrande et les zones voisines étaient assujetties à l’évêché, à la commune de Reggio, à l'abbaye de Nonantola et au monastère de S. Alessandro de Parme, que ses nombreux châteaux, bâtis au XIe siècle, étaient sujets aux convoitises des puissantes familles reggianes, prises dans les luttes entre la papauté et l’empire romain germanique.
Vers la fin du XIIe siècle, la famille Fogliani, la plus puissante des Guelfes, s’impose et chasse les Malapresi del Gesso et les Sessi fidèles à l’empereur. L’évêque de Reggio, Guglielmo Fogliani, inféoda tous les châteaux de la zone, y compris ceux de Casalgrande.
Au XIIIe siècle, durant la période des communes entre Reggio et Modène, une âpre guerre éclata pour la déviation des eaux de la Secchia. En 1201 les combats de la journée de Formigine furent en faveur de Reggio qui pénétra en territoire ennemi en partant de Casalgrande. Cette dernière resta néanmoins sous les Fogliani jusqu’en 1409 quand Nicolas III d'Este vainquit les Visconti, Carlo Fogliani et Ottobono Terzi, puis occupa les terres qui restèrent aux mains de la maison d'Este jusqu’en 1859.
En 1413, Nicolas III d'Este donna Casalgrande, Salvaterra et Dinazzano à Alberto Della Sala de Ferrare qui, en 1423 l’éleva au rang de fief. À la mort de Della Sala, Casalgrande entra dans le Comté de Scandiano sous Feltrino Bojardi qui gouverna jusqu’en 1560 avec efficacité. En cette période, la zone subit l’invasion des Français et des Espagnols, en lutte pour la domination de l’Italie.
Dans l’histoire locale, reste en mémoire l’épisode de l’assaut par les Espagnols du château de Casalgrande qui se rendit faute de munitions (en 1555) et, malgré la promesse de laisser la vie sauve aux occupants, les Espagnols les massacrèrent tous.

### Age moderne

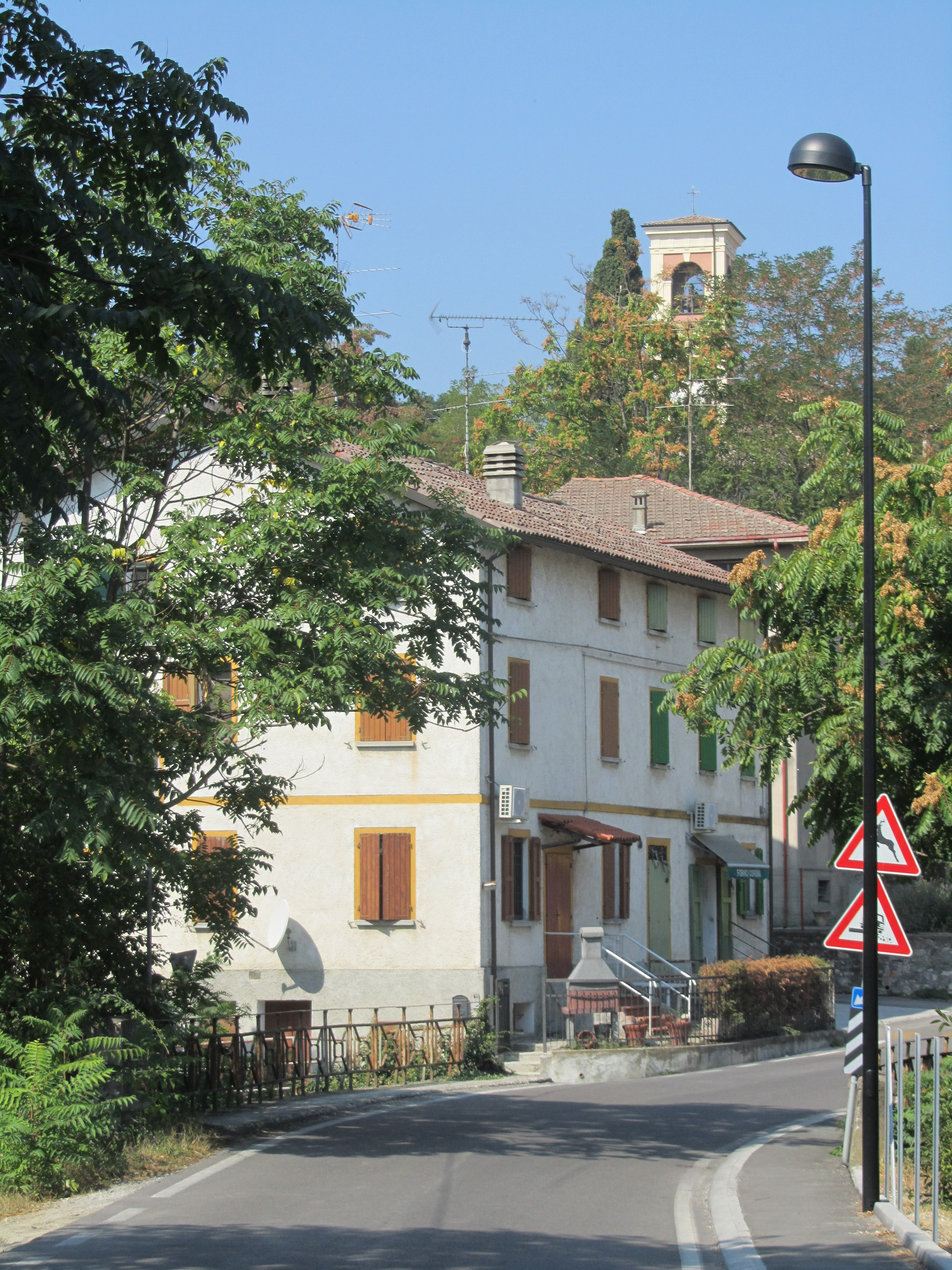
Route de Casalgrande Alto.

En 1560, avec la mort de Ippolito Bojardi, la famille s’éteint et le fief passa à la Chambre ducale pour cinq années, puis inféodé aux comtes Thiene qui l’élevèrent au rang de marquisat jusqu’en 1622. Retomba successivement dans la Chambre ducale pour 10 années, puis tenu pendant 11 années par le marquis Enzo Bentivoglio et par son fils Cornelio.
Durant le gouvernement des Thiene et des Bentivoglio, la paix régna mais la population subît la terrible peste de 1630.
Après l’abdication de Cornelio Bentivoglio, le marquisat retourna à la Chambre ducale, puis inféodé aux princes d’Este jusqu’en 1725. Durent cette période, la zone subit l’occupation des Français, Espagnols, Autrichiens et Piémontais dans la guerre de Succession d'Espagne.
En 1750, le marquisat passa au génois Gian Battista Mari jusqu’en 1777, puis à Ercole Rinaldo d'Este jusqu’en 1795 quand Napoléon décréta l’abolition de la féodalité. Durant l'occupation française, la commune fit partie du Ve canton du département de Crostolo.
La Restauration de 1815 fut saluée comme une libération, mais le nouveau duc François IV de Modène ne suscita pas la sympathie en réprimant durement les manifestations.
Le 4 décembre 1859, le dictateur Luigi Carlo Farini, qui gérait le gouvernement provisoire de l'Émilie-Romagne et à la suite des évènements de la seconde guerre d’indépendance italienne, reconstitua par décret la commune de Casalgrande avec les hameaux de Salvaterra, San Donnino, Sant' Antonino, Villalunga et Dinazzano.

## Monuments et lieux d’intérêt
- la grande tour à Alto,
- le château de Casalgrande, du XIIIe siècle,
- le château de Dinazzano, du XIIe siècle.

## Économie
L’économie tourne autour de secteurs très développés comme l’industrie mécanique et matériaux de construction (dont le verre), aux côtés de celles qui opèrent dans le domaine alimentaire (produits laitiers, fruits et légumes), de la chimie, du textile, de l’habillement, de l’imprimerie, du bois, du mobilier, d’articles en plastic et caoutchouc.
Entreprises d’extraction du gravier, sable et argile de rivière. Production et distribution d’électricité.

## Fête et évènements
- Marché des antiquaires-brocante mi-septembre
- Marché hebdomadaire le jeudi matin
- foire de saint Bartoloméo, patron de la commune, le 24 août.

## Administration
| Période                                  | Période  | Identité     | Étiquette     | Qualité |
| ---------------------------------------- | -------- | ------------ | ------------- | ------- |
| 08/06/2009                               | En cours | Andrea Rossi | Centre gauche |         |
| Les données manquantes sont à compléter. |          |              |               |         |

### Hameaux
Ca' dei Galliani, Ca'Medici, Ca'Valentini, Casa di Riposo, Castello Casalgrande, Osteria Vecchia, Salvaterra, San Donnino di Liguria, Veggia, Villalunga

### Communes limitrophes
Castellarano (8 km), Formigine (MO, 9 km), Modène (Italie) (17 km), Rubiera (8 km), Sassuolo (MO, 5 km), Scandiano (4 km)

## Population

### Évolution de la population en janvier de chaque année
| 1861  | 1901  | 1921  | 1951  | 1961  | 1971   | 1981   | 1991   | 2001   |
| ----- | ----- | ----- | ----- | ----- | ------ | ------ | ------ | ------ |
| 3 931 | 5 096 | 6 806 | 8 148 | 8 339 | 11 551 | 13 382 | 13 269 | 14 226 |

| 2012   | - | - | - | - | - | - | - | - |
| ------ | - | - | - | - | - | - | - | - |
| 18 964 | - | - | - | - | - | - | - | - |

### Ethnies et minorités étrangères
Selon les données de l’Institut national de statistique (ISTAT) au 1er janvier 2011 la population étrangère résidente et déclarée était de 1675 personnes, soit 8,9 % de la population résidente.
Les nationalités majoritairement représentatives étaient :
| Pos. | Pays     | Population |
| ---- | -------- | ---------- |
| 1    | Maroc    | 643        |
| 2    | Albanie  | 263        |
| 3    | Tunisie  | 125        |
| 4    | Ghana    | 109        |
| 5    | Roumanie | 101        |
| 6    | Pologne  | 66         |

## Jumelage
- Dunakeszi (Hongrie)